# Sorbus vilmorinii
Sorbus vilmorinii är en rosväxtart som beskrevs av Camillo Karl Schneider. Sorbus vilmorinii ingår i släktet oxlar, och familjen rosväxter. Inga underarter finns listade i Catalogue of Life.